# Тол, Имонн
Имонн Тол (англ. Eamonn Toal) — ирландский певец, представитель Ирландии на конкурсе песни Евровидение 2000.

## Биография
Имонн родился в городке Каслблейни на севере Ирландии в многодетной семье (у него было четверо братьев и трое сестёр). Карьера многих членов его семьи была связана с музыкой, в частности, его отец Томми Тол был профессиональным музыкантом, а также одним из первых ирландских радиоведущих. Повзрослевший Имонн переехал в Лондон, где выступал в составе рок- и джазовых музыкальных коллективов.
Вернувшись в Ирландию в 1992 году, музыкант начал выступать в пабах и досуговых заведениях Дублина. Большой музыкальный опыт музыкант получил, выступив как бэк-вокалист на выступлении Ирландии на Евровидении 1995 года. После этого он стал периодически появляться на радио и телевидении.
В 2000 году исполнитель вновь выступил на Евровидении, на этот раз как полноценный исполнитель. Его песня «Millenium of Love» (рус. Тысячелетие любви) была исполнена двадцать третьей, и заняла шестое место с результатом 92 балла. С момента введения системы голосования с помощью SMS в 1999 года и по 2024 года этот результат — лучший для Ирландии, пока на «Евровидении-2024» исполнительница Bambie Thug не побила его рекорд, заняв тоже 6 место с 278 баллами. 
В дальнейшем певец неоднократно выступал на VIP-концертах со звёздами ирландского шоу-бизнеса. Исполнителю два раза предоставлялась возможность выступить перед (уже бывшим) президентом Ирландии Мэри МакЭлис.
В настоящее время Имонн работает ведущим свадеб и корпоративных вечеров, пользуясь определённой популярностью у местной публики. Член различных благотворительных организаций.

## Дискография
- Aria Celtica (2000)